# Georg Weise (Kunsthistoriker)
Georg Weise (* 26. Februar 1888 in Frankfurt am Main; † 31. Januar 1978 in Sorrent) war ein deutscher Kunsthistoriker, der sich auf Spanien in Mittelalter und Renaissance spezialisierte.

## Leben
Weise studierte an der Universität Tübingen Geschichte, unter anderem bei Johannes Haller. Er habilitierte sich in Tübingen im Jahr 1914, wurde hier 1920 außerordentlicher und 1921 ordentlicher Professor als Ordinarius für Kunst- und Geistesgeschichte des Mittelalters und der Renaissance und Nachfolger von Konrad von Lange. 1932 wandte sich Weise öffentlich gegen einen Vortrag von Paul Schultze-Naumburg in Tübingen, der im Auftrag des Kampfbund für deutsche Kultur stattfand. Deshalb wurde er 1933 vorübergehend vom Dienst suspendiert, konnte seine Tätigkeit als Ordinarius aber auch in der NS-Zeit fortsetzen, ohne Mitglied der NSDAP zu werden. In dieser Zeit widmete er sich besonders der schwäbischen bildenden Kunst, insbesondere dem schwäbischen Barock. 1954 wurde Georg Weise emeritiert.
Während des Ersten Weltkriegs unternahm er Ausgrabungen in Quierzy und Samoussy, die zu dieser Zeit nur wenige Kilometer hinter der Frontlinie lagen. Die Grabungen in Quierzy fanden ab August 1916 statt und mussten im Februar 1917 abgebrochen werden, als das Terrain den Franzosen zur Frontbegradigung überlassen wurde; daraufhin setzte er seine Arbeit in Samoussy fort. Bei beiden Grabungen fand er Relikte mittelalterlicher Burganlagen, die er als Königspfalzen der Karolinger identifizierte. Obwohl die Ergebnisse seiner kriegsbedingt hastig durchgeführten Untersuchungen umstritten blieben, wurden seitdem keine erneuten Grabungen in diesen Orten durchgeführt.
Ab den frühen 1920er Jahren widmete er sich in Deutschland, Frankreich, Spanien und der Schweiz der Dokumentation mittelalterlicher Architektur und Plastik, die er in rund 7000 Fotografien festhielt. Besonders die Arbeit in Spanien ist heute von unschätzbarem Wert, da viele der Kunstwerke, die er mit etwa 2500 Aufnahmen festhielt, wenige Jahre später im Spanischen Bürgerkrieg zerstört wurden. Die von ihm angefertigten großformatigen Fotografien wurden 1948 bzw. 1969 vom Deutschen Dokumentationszentrum für Kunstgeschichte der Universität Marburg übernommen.
Ein weiterer Teil seiner Fotografien ist im Georg-Weise-Archiv des Kunsthistorischen Instituts der Eberhard Karls Universität Tübingen untergebracht. Sie ist heute ein Teil der Fotosammlung, die im Museum der Universität Tübingen MUT organisiert ist.
Zu Weises Schülerinnen zählen Gertrud Otto und Ingrid Kreuzer.

## Werke
Eine Bibliographie findet sich in der Festschrift zu seinem 75. Geburtstag: Beiträge zur Kunst- und Geistesgeschichte des Mittelalters. Festschrift zum 75. Geburtstag am 26. Februar 1963. Stuttgart 1964, S. 273–283.
- Zwei fränkische Königspfalzen. Bericht über die an den Pfalzen zu Quierzy und Samoussy vorgenommenen Grabungen. Tübingen 1923.
- Spanische Plastik aus sieben Jahrhunderten. 6 Bände, Reutlingen 1926–1939.
- Studien zur spanischen Architektur der Spätgotik. Reutlingen 1933.
- Der Eskorial als künstlerischer Wesensausdruck der Zeit Philipps II. In: Spanische Forschungen der Görresgesellschaft 5 (1935), S. 337–360. Wieder veröffentlicht auf Spanisch als El Escorial como expresión esencial artística del tiempo de Felipe II y del periodo de la Contrareforma. In: El Escorial, 1563–1963. IV° Centenario. Bd. 2, Madrid 1963, S. 273–295, und auf Italienisch in ders.: Il Rinascimento e la sua eredità. Hrsg. von Pompeo Giannantonio, Neapel 1969.
- Vom Menschenideal und von den Modewörtern der Gotik und der Renaissance. In: Deutsche Vierteljahrsschrift für Literaturwissenschaft und Geistesgeschichte 14 (1936), S. 171–222.
- Das Element des Heroischen in der spanischen religiösen Literatur der Zeit der Gegenreformation. In: Spanische Forschungen der Görresgesellschaft 10 (1955), S. 161–304.
- (mit Ingrid Kreuzer): Die Plastik der Renaissance und des Frühbarock im nördlichen Spanien. 2 Bände, Tübingen 1958.
- L'ideale eroico del rinascimento e le sue premesse umanistiche. Bd. 1, Neapel 1961; Bd. 2: Diffusione europea e tramonto, Neapel 1965.
- Il manierismo. Bilancio critico del problema stilistico e culturale. Florenz 1971.
- Manierismo e letteratura. Florenz 1976.